# Barcelona Sporting Club (béisbol)
 Barcelona, es un equipo de béisbol perteneciente a la Liga Ecuatoriana de Béisbol desde su creación en 1930, siendo uno de los equipos más ganadores en el país. Ejerce su localía en el Estadio Yeyo Uraga, que cuenta con una capacidad o aforo total para 8.000 espectadores. Estadísticamente es el segundo club con más títulos en Ecuador y al mismo tiempo uno de los clubes más laureados y reconocidos del béisbol ecuatoriano.
Su rival histórico es el Emelec, con quien disputa el "Clásico del Astillero", siendo este uno de los encuentros de mayor rivalidad del béisbol ecuatoriano. También disputa rivalidades clásicas contra el Reed Club, el Club Sport Oriente, y más recientemente con el Fatty con quienes disputa el Campeonato de Béisbol.

## Historia
Al poco tiempo de su fundación ya se había conformado la novena torera que jugó su primer Clásico en 1933 (dicen las crónicas de la época que Barcelona perdía 10-21 y terminó ganando de manera heroica y dramática 23-21). Los primeros barcelonistas campeones fueron: Tito Nogué, Arturo Calderón, Pepe Morla, Pedro Peláez, Rigoberto Aguirre, Benedicto Guerrero, Bolívar Guzmán, Otón Plata, Humberto Bravo, Manuel Casinelli y Juan Jaramillo.
El segundo título lo logra en 1947, con gran actuación de Colón Moggia, que ganó 5 juegos, y Yeyo Úraga, con una victoria.
En la temporada de 1964 conquistaron el banderín con récord de diez victorias y cinco derrotas y tuvo como lanzador estelar a Pipo de la Gasca, José Banchón y Pedro Fuentes. En la campaña de 1966 se jugaron dos torneos que fueron ganados por los canarios y sumaron 17 victorias y solo un revés. 
La década del setenta fue buena para los amarillos al ganar los torneos del 1971, 1973, 1977 y 1979, fue la época que algunos llamaron ‘espectáculo’ por la presencia de peloteros foráneos de gran nivel como Ernesto Tuñón de Panamá y los norteamericanos Steve Hanzen y Del Leutbecher.
La mejor campaña de Barcelona fue en 1979, cuando ganó el torneo oficial con 9-3. Luego vinieron otros títulos en las temporadas de 1980, 2002 y 2007.

## Palmarés
- Liga Nacional de Béisbol (17): 1930, 1933, 1935, 1947, 1964, 1966, 1966, 1969, 1971, 1973, 1977, 1979, 1979, 1980, 1982, 2002, 2007.
- Escudo Municipal (1): 1935.
- Torneo de Preparación (2): 1996, 2008.
- Festival Olímpico (1): 2005.[3]